# 角川EpuB選書
角川EpuB選書（かどかわイーパブせんしょ）は、株式会社KADOKAWAが発行する選書レーベル。
2013年10月10日創刊。
コンセプトは新世代の戦略指針。
体裁はB6判のソフトカバー。編集長は永井草二。レーベル名の発案は角川歴彦による。
読者の年齢層が比較的高い角川選書に対し、角川EpuB選書は20代・30代の若い世代を読者として想定している。
偶数月10日発売。
紙の書籍と電子書籍を同時に発売している。
情報が双方向化し、爆発的に増大する現代において、何がどのように変化したのかを解説し、将来に向けての指針となる新しい知識を発信していくという声明が、創刊に際して発された。

## 創刊ラインアップ
1. ルールを変える思考法（川上量生）
2. HTML5で描く未来 「クラウド2.0」が社会を変える（西村卓也）
3. グーグル、アップルに負けない著作権法（角川歴彦）
4. アルゴリズムが世界を支配する（クリストファー・スタイナー）

## 関連事項
- 角川選書